# بيتربورو (دائرة انتخابية في المملكة المتحدة)

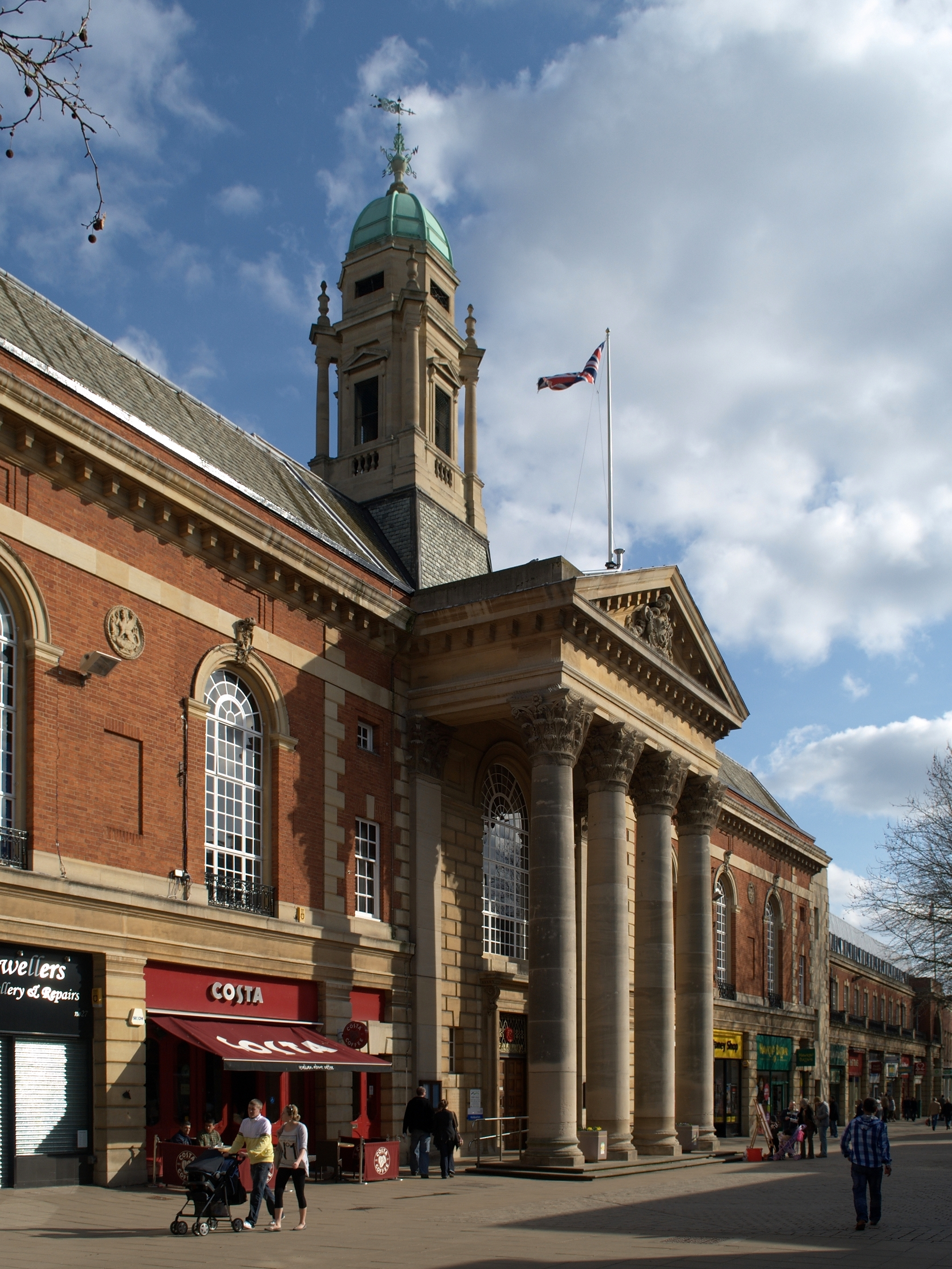

بيتربورو (بالإنجليزية: Peterborough)‏ هي إحدى الدوائر الانتخابية في المملكة المتحدة الممثلة في مجلس العموم في برلمان المملكة المتحدة.
}}</ref>
عضو البرلمان الذي يمثلها حالياً هو :Mr Stewart Jackson (Con).